# استحرار
الاستحرار أو الإنفاذ الحراري هو الحرارة المستحثة كهربائياً أو استخدام التيارات الكهرومغنطيسية عالية التردد شكلًا من أشكال العلاج الطبيعي وفي العمليات الجراحية. قام جاك أرسين دَرسُنفال بأول الملاحظات على تفاعلات التيارات الكهرومغنطيسية عالية التردد على الكائن البشري. كان هذا المجال رائدًا في عام 1907 من قبل الطبيب الألماني كارل فرانز ناجِلشمِدت الذي صاغ المصطلح.
يشيع استخدام الإنفاذ الحراري لإرخاء العضلات ولإحداث تسخين عميق في الأنسجة لأغراض علاجية في الطب. يُستخدم في العلاج الطبيعي لتوصيل حرارة معتدلة مباشرة إلى الآفات المرضية في الأنسجة العميقة من الجسم.
يُنجر الاستحرار من خلال ثلاث تقنيات: الموجات فوق الصوتية وترددات الراديو قصيرة الموجة في النطاق من 1 إلى 100 MHz أو الموجات الصغرية عادةً في 915 ميغاهيرتز أو 2.45 نطاقات GHz تختلف الطرق بشكل أساس في قدرتها على الاختراق. يمارس الاستحرار تأثيرات جسدية ويثير مجموعة من الاستجابات في الأعضاء.
تُستخدم نفس التقنيات أيضًا لإنشاء درجات حرارة أعلى للأنسجة لتدمير الأورام والثآليل والأنسجة المصابة وهذا ما يسمى بعلاج بالحرارة . يستخدم الاستحرار في الجراحة لكيّ الأوعية الدموية لمنع النزيف الزائد. تعتبر هذه التقنية ذات قيمة خاصة في جراحة المخ والأعصاب وجراحة العين.

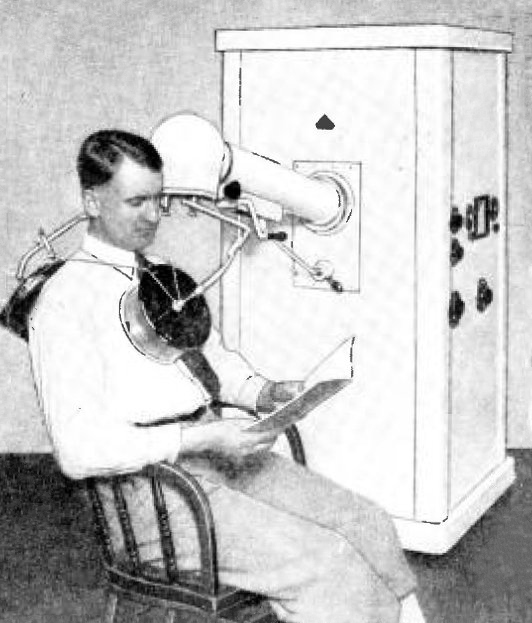
مُستحرّ بالموجات القصيرة 1933